# Etimesgut Belediyespor
Etimesgut Belediyespor ist ein türkischer Fußballverein aus dem Landkreis Etimesgut, welche der Provinz Ankara angehört.

## Geschichte
Etimesgut Belediyespor wurde im Jahr 1990 gegründet und verbrachte die meiste Zeit seiner noch jungen Geschichte in den regionalen Amateurligen. In der Saison 1999/00 stieg der Verein erstmals in die TFF 3. Lig auf, konnte sich dort aber nicht halten und stieg im folgenden Jahr sofort wieder ab und spielte anschließend erneut in der Bölgesel Amatör Lig.
In der Saison 2013/14 gelang dem Verein die Rückkehr in die TFF 3. Lig. Nachdem man die Tabelle in der Gruppe 6 mit 55 Punkten und als erster Platz abschließen konnte, qualifizierte man sich für die Play-offs zu der TFF 3. Lig. Dort traf Etimesgut am 10. Mai 2014 auf Sincan Belediyespor. Das Spiel gewann Etimesgut mit 4:3 nach Elfmeterschießen, nachdem das Spiel nach 120 Minuten mit 0:0 ausgegangen war, damit wurde der Aufstieg perfekt gemacht.
In der Viertligasaison 2015/16 eroberte sich der Verein am 5. Spieltag die Tabellenführung und baute sie im weiteren Saisonverlauf kontinuierlich aus. Mitte April 2016 sicherte sich die Mannschaft vorzeitig die Meisterschaft und damit den Aufstieg in die TFF 2. Lig.

## Bekannte Spieler (Auswahl)
- Murat Hacıoğlu
- Enes Can Akgün

## Trainer (Auswahl)
- Yılmaz Bal
- İlhan Çevik
- Mete Işık
- Taner Öcal
- Şenol Yılmaz
- Adnan Şentürk